# 7. studenoga
7. studenoga (7. 11.) 311. je dan godine po gregorijanskom kalendaru (312. u prijestupnoj godini).
Do kraja godine imaju još 54 dana.

## Događaji
- 680. – počeo Treći carigradski sabor
- 1917. – U Sankt-Peterburgu počela Oktobarska revolucija
- 1932. – nastale Zagrebačke punktacije
- 1956. – Zbog Sueske krize, UN je odredio da se iz Egipta povuku Britanija i Francuska, koje će otad u hladnom ratu igrati sporednu ulogu
- 1991. – pobunjeni Srbi počinili pokolj u Poljanku ubivši 10 hrvatskih civila
- 1991. – zrakoplovi JNA raketirali slavonsko mjesto Bizovac nedaleko Osijeka, pri čemu je poginulo 9, a ranjeno 24 mještana
- 1991. četnička diverzantska skupina iz zasjede je ubila šestoricu pripadnika 127. brigade HV u okolici Virovitice.[1]
- 2008. – Republika Hrvatska je svoj Ured za veze u Prištini podigla na razinu Veleposlanstva

| - 1850. – Martin Borenić, gradišćanskohrvatski pisac, kalendarac, učitelj († 1939.) - 1867. – Marie Curie, francuska kemičarka i fizičarka († 1934.) - 1879. – Lav Trocki, sovjetski političar, osnivač Crvene armije i ideolog komunizma († 1940.) - 1866. – Aron Nimcovič, latvijski šahist i teoretičar († 1935.) - 1913. – Albert Camus, francuski pisac i filozof († 1960.) - 1918. – Billy Graham, američki baptistički svećenik († 2018.) - 1943. – John Lennox, sjevernoirski znanstvenik i pisac - 1943. – Joni Mitchell, kanadska glazbenica - 1959. – Ankica Dobrić, hrvatska glumica - 1960. – Tommy Thayer, američki glazbenik - 1978. – Rio Ferdinand, engleski nogometaš - 1984. – Lana Jurčević, hrvatska pjevačica - 1992. – Mia Dimšić, hrvatska pjevačica - 1993. – Ronen Rubinstein, izraelsko-američki glumac, filmski direktor i pjevač - 1919. – Hugo Haase, njemački političar i kancelar (* 1863.) - 1944. – Ranko Šipka, narodni heroj Jugoslavije (* 1917.) - 1962. – Eleanor Roosevelt, bivša prva dama SAD-a (* 1884.) - 1980. – Frank Duff, irski katolički aktivist (* 1889.) - 1990. – Lawrence Durrell, britanski književnik (* 1912.) - 1993. – Igor Turčin, ukrajinski rukometni trener (* 1936.) - 1997. – Mohammad Ali Jamalzadeh, iranski književnik (* 1892.) - 2016. – Leonard Cohen, kanadski kantautor (* 1934.) - 2024. – Hana Vlašić, hrvatska taekwondoašica (* 2002.) |